# Дрвеће Валара
Према легендаријуму Џ. Р. Р. Толкина, Два Дрвета Валинора су Телперион и Лаурелин, сребрно и златно дрво, која су обасјавала земље Валара у давним временима. Њих је уништила Унголијанта на Мелкорову заповест, и од њихових последњих плодова Валари су начинили Месец и Сунце.

## Настанак и уништење
Први извор светлости на целој Арди су биле две огромне светиљке: Илуин, сребрна светиљка севера, и Ормал, златна светиљка југа. Њих је оборио и уништио Мелкор. Након тога, Валари су отишли у Валинор, а Јавана је песмом оживела Два Дрвета, сребрни Телперион и златни Лаурелин, који су одавали светлост упоредиву са оном месеца и сунца. Телперион су означавали мушким, а Лаурелин женским родом. Дрвеће се налазило на брду Езелохару, изван Валимара. Расло је у присуству свих Валара, а квашено је сузама Ниене.
Свако дрво је било извор светлости: Телперион сребрне а Лаурелин златне. Телперион је имао тамно лишће (сребрно са доње стране), а његова сребрнаста роса је сакупљана као извор воде. Лаурелин је имао бледо-зелено лишће оивичено златом. Росу оба Дрвета Варда је скупљала као извор светлости за своје звезде. 
Један „дан“ је трајао дванаест сати. Свако дрво би, наизменично, седам сати одавало светлост (растући до пуног сјаја и потом полагано слабећи), тако да су током два сата сваког дана блага сребрна и златна светлост заједно обасијале Валинор.
Завидљиви Мелкор, кога је касније Феанор прозвао Морготом, је позвао у помоћ огромно пауколико створење Унголијанту (родоначелницу великих паукова) да уништи Два Дрвета. Скривен облаком таме, Мелкор је посекао оба Дрвета и незасита Унголијанта је исисала сав живот и сву светлост који су преостали у њима (њихов сок је текао као крв).
Поново је Јавана певала и Нијена плакала, али оне су само успеле да спасу последњи цвет Телпериона (који је потом постао Месец) и последњи плод Лаурелина (који је постао Сунце). Цвет и плод су дати на чување Мајарима, мушком Тилиону и женском Аријени, према „роду“ самог Дрвећа. Због тога се, у „Господару прстенова“, о Сунцу обично говори у женском, а о Месецу у мушком роду.
Међутим, права светлост Два Дрвета, пре него што их је отровала Унголијанта, је наставила да живи само у трима Силмарилима, које је начинио Феанор, најдаровитији од свих Вилењака.

## Наследници Телпериона
Због тога што су Вилењаци који су први дошли у Валинор нарочито волели Телперион, Јавана је направила ново дрво, по угледу на њега, и које је цветало у Тириону, у коме су живели Ванјари и Нолдори (првобитно заједно). Ово дрво, названо Галатилионом, је било идентично Телпериону, осим што није исијавало сопствену светлост. То дрво је дало многе плодове, од којих је једно био Келеборн, који је био посађен на Тол Ересеји.
У другом добу, плод Келеборна је донет као дар Нуменорејцима. То је био Нимлот, бело дрво Нуменора. Нимлот је стајао пред двором краљева током највећег дела трајања краљевства, али када је Саурон преузео контролу над острвом, навео је краља Ар-Фаразона да га посече.
Срећом, Изилдур је успео да спасе један плод тог дрвета. Од тог плода је касније потекло Бело дрво Гондора.

## Наследници Лаурелина
Ни у једном од Толкинових списа нема ниједног помена на дрво које је направљено по угледу на Лаурелин, зато што су Вилењаци више волели Телперион. Може се, стога, претпоставити да ниједан потомак или жива реплика не постоји на Средњој земљи, или било где на Арди. Избегли Нолдори Гондолина су, међутим, направили статуу Лаурелина, названу Глингалом, коју је начинио краљ Тургон од Гондолина.

## Унутрашња симболика
Два Дрвета Валинора су постајала у време када је једини други извор светлости била светлост звезда (које је у времену рађања Вилењака направила Варда од росе Два Дрвета). Када су три изасланика Вилењака доведена да виде Валинор својим очима, како би убедили остале Вилењаке да дођу у Валинор, чини се да је на њих светлост Дрвећа највише утицала.

Речено је да је на Великом Маршу Тингол био највише мотивисан својом жељом да поново види светлост Валинора (све док није нашао задовољење у светлости коју је видео на Мелијанином лицу). Осим тога, Вилењаци су у потоњим добима били подељени на Калаквенде, Вилењаке светлости, оне који су видели светлост Дрвећа, и на Мориквенде, који нису. Калаквенди су експлицитно приказани супериорнијима у односу на Мориквенде на много начина.
Целокупна историја првог доба је под знажним утицајем жеље многих ликова да поседују Силмариле, који су поседовали једину преосталу чисту светлост Дрвећа.
У другом и трећем добу, Бела дрва Нуменора и Гондора, чији лик потиче од Телпериона, имају углавном симболични начај, представљајући симбол оба краљевства и предачко савезништво Дунедаина и Вилењака. Ова веза може бити и много дубља, пошто је уништавање дрвета неизбежно претходило проблемима краљевства, као када је Ар-Фаразон уништио Нимлот, или, обрнуто, када је за време владавине домостројитеља Бело дрво Гондора пресушило. Ово указује на још дубљу мистичну везу.

## Спољашња симболика
Дрвеће представља осу света, уобичајени митолошки елемент, где рај и земља заједно доносе ред и светлост божанског на земљу, у овом случају светлост Илуватара на Средњу земљу. Оса света је компас који доводи преостали свет у ред, уравнотеженост и управља га у правом смеру. Ако је оштећена или уништена, услеђује хаос.
Иако оса света постоји у скоро свој митолошкој подлози, Два Дрвета можда најближе представљају дрво Игдрасил из нордијске митологије. У обе приче дрвеће је космичка креација, јер есенција два дрвета касније постаје Месецом и Сунцем. Два Дрвета такође представљају дрво живота и дрво познавања добра и зла из рајског врта која, као и Дрвеће Валара, дају живот, мудрост и повезаност са божанским. 
Додатна паралела са нордијском митологијом је приказ Сунца као жене (богиња Суна) и Месеца као мушкарца (бог Мани), као и порекло човечанства, према коме су Аесири начинли мушкарце од бреста и жене од јасена.
Светлост је концепт препун симболике. Толкин је, као католик, сигурно био упознат са значајем светлости у хришћанској симболици. Дрвеће је било од посебне важности за Толкина, који је у својој краткој причи „Ниглов Лист“, која је на неки начин престављала разрађену алегорију којом је објашњавао свој креативни процес. У тој причи главни лик Нигл проводи цео свој живот цртајући једно дрво.
Два Дрвета су још један приказ сталног мотива „сребра и злата“ у легендаријуму. Она су начињени по угледу на светиљке Илуин и Ормал, а од њих су потекли Месец и Сунце.

## Друга имена
И Телперион и Лаурелин су имала многобројна имена. Телперион је био називан и Силпионом и Нинквелотеом, док су Лаурелину била дата имена Малиналда и Кулуријена.
У Толкиновим раним списима (Историја Средње земље) имена Телпериона су била Силпион, Бансил и Белтил.